# 褐黃樸麗魚
褐黃樸麗魚，為輻鰭魚綱鱸形目隆頭魚亞目慈鯛科的其中一種，被IUCN列為易危保育類動物，分布於非洲維多利亞湖Speke灣流域，棲息深度可達2公尺，體長可達13.3公分，棲息在岩石底質的水域，屬雜食性，以藻類及昆蟲幼蟲為食，生活習性不明。
其种加词“luteus”意为“土黄色的”。